# 信州遠山氏
信州遠山氏（しんしゅうとおやまし）は、中世から近世にかけて信濃国伊那郡の江儀遠山荘（現：長野県飯田市の旧下伊那郡南信濃村と上村と天龍村の一部）に勢力を持った氏族。江儀遠山氏（えぎとおやまし）とも言われている。

## 系譜
遠山氏の始まりは源頼朝の重臣で鎌倉幕府創設時に功績があった御家人の加藤景廉が、美濃国恵那郡の遠山荘を与えられ、長男の景朝が赴任し遠山景朝と称したことに始まる。
南信伊那資料によると遠山氏初代の遠山景朝の弟の遠山景綱を初代としているが、その詳しい系譜は不詳で明らかではない。
嘉暦4年（1329年）諏訪大社上社の文書に信州遠山氏の名の記述がある。
「遠山長九郎景盛墓碑」（静岡県佐久間町浦川）には、文明年間に信州遠山新九郎政志の娘が柴田義勝に嫁いだとある。

## 遠山正直
遠山正直は蔵人正直とも言い、古河公方足利高基に仕えていたとされ、この正直が遠山郷に移り住んだという伝承もある。
神峰城（飯田市上久堅）の知久氏や、吉岡城（下伊那郡下條村）の下条氏とは同盟関係を結び、一方で新野（下伊那郡阿南町）の関氏とは対立した。
また隣接する遠江北部にも勢力を伸ばし、犬居城主・天野氏と対立した。

## 遠山景廣
蔵人正直の子という遠山景廣だが、初めは長山城（名古山）を居城としていたが、16世紀中頃に和田城を築城して江儀遠山荘支配したとみられる。
天文23年（1554年）9月に、今川氏の同盟国である武田氏が伊那郡に侵攻すると、所領を隣接する遠江の天野景泰が遠山孫次郎（景廣）に武田氏への帰属を促した。景廣が武田氏との外交ルートを持つ天野氏を介して従属を図ったと推測される。
この際に天野藤秀が使者として武田氏の元に赴き、信州遠山氏の赦免を嘆願した。信州遠山氏は遠州の天野氏を介して武田信玄の配下に入った。
弘治元年（1555年）9月6日付で武田信玄から天野安芸守（景泰）宛の書状に「今度遠山進退の儀につき…」とあることで推定できる（敦賀郡古文書「布施藤太郎所蔵文書」及び　東京大学史料編纂所「諸家文書簒・天野文書」）。
永禄年間には遠江奥山氏を攻め、景廣の子の景直が高根城（久頭合城）を落城させている（『遠江国風土記』による。ただし『熊谷家伝記』などでは当時景直は未出生）。奥山氏攻めは元亀3年（1572年）説もある。
天正3年（1575年）の長篠の戦いでは信濃先方衆として武田方の軍糧輸送を担当し、天正10年（1582年）の織田信長による甲州征伐では、高遠城で籠城戦を行った。しかし武田方は敗北し、景廣も討死した。

## 遠山景直
一方で景廣の子の土佐守景直は、天正13年（1585年）の上田合戦に徳川家康方で参戦、これにより先祖伝来の遠山六ヶ村（下伊那郡の上村、南信濃村、そして天龍村の一部）の領有を認められたほか、飯米料として箕輪（上伊那郡箕輪町）・福島（伊那市の一部）・赤穂（駒ヶ根市の一部）・福与・部奈（松川町の一部）計3000石を与えられた。鹿塩・大河原（大鹿村）・大草（中川村）なども知行地として、合計3500石に上ったともいわれる。以後も徳川方として行動、大坂の陣にも伊那衆の一員として参陣し、枚方に帯陣した。
また景直が家康に謁見して食事を賜った際、景直は茶碗を隠しながら食事し、食後は茶碗の上に箸を置いた。この作法について家康が尋ねると、景直は貧しい領国のため貴賎無く麦・粟を常食としており、貴人との食事時は恥じて隠しながら食するのが習慣になっていると答えた。家康はこれを聞き1000石を加増し、茶碗の上に箸を置いた構図から「丸字に二つ引両」を考案し、遠山家の家紋とするように命じたという。

## お家騒動による改易
元和元年（1615年）景直が死去。子の加兵衛景重が継いだ。しかし景重は病弱で子も無く、元和3年（1617年）に病死した。加兵衛景重は、飯田藩の家臣の二木勘右衛門の次男の小平次を養子に迎えていたが、景重と弟の景盛の間でお家騒動が起こってしまう。
江戸幕府が介入して小平次が800石、景盛が500石とする沙汰が下りるも長九郎側が納得せず、その争いは領民にまで及び騒動は治まらず、結局信州遠山氏は改易され天領として代官の千村平右衛門家の預地とした。景盛は寛永10年（1633年）に遠江国浦川で病死している（「遠山長九郎景盛墓碑」）。
また、この改易を百姓一揆の結果だとする伝説が伝わっている。「遠山騒動」といい、厳しい年貢取立てなどの景直の圧政に対し、領民が幕府に直訴した結果取り潰されたという。そして信州遠山一族は直訴した領民に報復したため、逆に暴徒によって全滅したという（「伊那温知集」）。下栗の伝承では、元和年間に年貢取り立てが非常に厳しくなり、「二升の米をもって一升とする」といった悪政に窮した領民が、一揆によって、参勤交代帰りの遠山領主を大河原峠で襲って殺し、さらに和田城を襲って遠山家の家族、家臣を殺した、とされている。
なお景廣は上村合戦の時に明知遠山氏の一派が南信濃へ逃げ出した家系とする異説がある。

## 満島番所
満島番所は、慶長19年（1614年）に開設された。大坂冬の陣後の落人取締りを命じられた遠山景直が満島と梁木島に一族を番人として配置したのに始まる。
番人は遠山氏改易後も、後裔遠山二家（北・南）が月番で勤めた。当番所は、天竜川を通る材木・諸荷品などを証文と照合して通過させる特殊な番所で、白木番所ともよばれた。
最初、番所は自慶院下附近にあり、改め場はすぐ下流の平地にあったが、宝暦5年（1755年）以降は、番人居宅を番屋とするよう命じられた。両遠山家の居宅兼番屋の建物が現存する。
両遠山家には番所を通過した材木・諸荷品等、天竜川運輸の実態を知る多くの貴重な史料が所蔵されている。

## 年表
- 承元2年（1208年）	遠山氏家宝と伝わる壷に年号有り。
- 嘉暦4年（1329年）	諏訪大社上社の文書に信州遠山氏の名が登場。
- 応永7年（1400年）	遠山出羽守なる人物が大塔合戦に出陣。
- 文明（1469年～1486年）の頃	信州遠山新九郎政志の娘が柴田義勝に嫁ぐ。
- 天文22年（1552年）	遠山孫次郎（遠江守景廣）、武田信玄に服属。
- 天文23年（1553年）	信玄、下伊那に侵攻。
- 永禄12年（1569年）	遠山氏、遠州奥山氏を攻め高根城を陥落（元亀2年とも）。
- 天正3年（1575年）	遠江守景廣、長篠の戦いに武田方で出陣。
- 天正10年（1582年）	遠山遠江守景廣ほか、高遠城で討死。
- 天正13年（1585年）	遠山氏（土佐守景直）、家康軍に加わり上田に出陣。
- 慶長初年（1596頃）	土佐守景直、岡崎城にて家康に謁見、領土を安堵される。
- 慶長19年（1614年）	遠山氏、大坂冬の陣に出陣。枚方の水駅を守備。
- 元和元年（1615年）	遠山氏、大坂夏の陣に出陣。同年9月、土佐守景直没。
- 元和2年（1616年）	遠山騒動勃発という（『伊那温知集』）。
- 元和3年（1617年）	加兵衛景重没。相続争い始まる。
- 元和4年（1618年）	遠山氏領土没収、代官千村平右衛門の預かりとなる。
- 元和8年（1622年）	新助景道、大河原で討死という（石子詰事件）。
- 寛永10年（1633年）	長九郎景盛、遠州浦川で病死。

## 遠山祭り
遠山家の領内に当たる地域で現在も毎年12月に行なわれている「霜月祭り」は、「遠山祭り」とも呼ばれていた。これは、古来より行なわれていた湯立神楽に、百姓一揆で殺された遠山一族を慰霊する「遠山家の祭り」を加えたことから、そう呼ぶようになったと言われている。

## 菩提寺
- 龍淵寺(飯田市)　長野県飯田市南信濃和田1188